# NGC 2483
NGC 2483 est un jeune amas ouvert situé dans la constellation de la Poupe. Il a été découvert par l'astronome britannique John Herschel en 1835.
NGC 2483 est à environ 1 659 pc (∼5 410 al) du système solaire et les dernières estimations donnent un âge de 12,2 millions d'années. La taille apparente de l'amas est de 9 minutes d'arc, ce qui, compte tenu de la distance, donne une taille réelle maximale d'environ 14 années-lumière.